# Hoplichthys fasciatus
Hoplichthys fasciatus är en fiskart som beskrevs av Matsubara, 1937. Hoplichthys fasciatus ingår i släktet Hoplichthys och familjen Hoplichthyidae. Inga underarter finns listade i Catalogue of Life.